# Bondskruis van de Bond van Nederlandse Oorlogs- en Dienstslachtoffers
Het Bondskruis van de Bond van Nederlandse Oorlogs- en Dienstslachtoffers, ook "Kruis van Verdienste" genoemd, werd in 1945 ingesteld en wordt in Brons, Zilver en Goud toegekend. Tot 1977 heette de organisatie "Bond van Nederlandse Militaire Oorlogsslachtoffers", toen de naam van de bond in Bond van Nederlandse Oorlogs- en Dienstslachtoffers veranderde werd ook de naam van de onderscheiding gewijzigd.
Men noemt deze onderscheiding ook wel het "Kruis van Verdienste van de Bond van Nederlandse Oorlogs- en Dienstslachtoffers". Er is nooit officieel toestemming verleend om deze decoratie op uniformen te dragen, maar veel militairen, Prins Bernhard was een van hen, hebben dat wel gedaan.
Het versiersel is een vierarmig kruis met uitlopende uiteinden. Over het midden en de bovenste arm van het kruis is de rechthoekige kop van een Nederlands regimentsvaandel geplaatst, De kop van een dergelijk vaandel bestaat uit een vergulde ronde lauwerkrans, waarboven een verguld blok met een inscriptie. Op dit blok rust een gouden liggende "Nederlandse" leeuw die in zijn linkervoorpoot een zwaard vast weet te houden die op de schouder van het dier rust. Onder de lauwerkrans door en uitwaaierend over de beide horizontale armen van het kruis is een lint aangebracht waarop de tekst "VOOR VERDIENSTEN" geschreven is. Op de armen van het kruis staan de initialen van de vereniging "B N M O" en sind 1977 "B N O D" vermeld.
Het Bondskruis kan worden toegekend in brons, zilver of goud.
Het lint is rood, wit, blauw, oranje, blauw, wit, rood gestreept.
Bij het dragen van een baton wordt door de dragers van een bronzen of zilveren Bondskruis een miniatuur van het kruis in de passende kleur op het baton gedragen. Bij het gouden Bondskruis blijft de baton daarentegen blanco. Prins Bernhard der Nederlanden droeg het Gouden Bondskruis van de Bond van Nederlandse Oorlogs- en Dienstslachtoffers. Er is ook een Bondsmedaille voor meerjarig lidmaatschap van de Bond van Nederlandse Oorlogs- en Dienstslachtoffers.